# Civaux
Civaux é uma comuna francesa na região administrativa da Nova Aquitânia, no departamento de Vienne. Estende-se por uma área de 26,39 km². Em 2010 a comuna tinha 1 221 habitantes (densidade: 46,3 hab./km²).